# 薩德爾峰
薩德爾峰（英語：Saddle Peak），是南極洲的山峰，位於維多利亞地的彭內爾海岸，處於科斯特卡山西北面4.8公里，屬於阿納雷山脈的一部分，由澳大利亞探險隊命名，現時由南極條約體系管理。